# Algy Ward
Algy Ward, nato Alasdair Mackie Ward (Croydon, 11 luglio 1959 – Royal Tunbridge Wells, 17 maggio 2023), è stato un bassista e cantante britannico È conosciuto principalmente per aver fondato i Tank, gruppo di grande importanza per il movimento NWOBHM.
È stato anche componente del gruppo punk australiano The Saints  e dei The Damned, famosa punk band inglese.
Ward inizia a farsi conoscere quando sostituisce il bassista dei The Saints, partecipando nel 1977 alla realizzazione del loro terzo singolo, This Perfect Day. Ha anche suonato nel loro secondo e terzo album, Eternally Yours e Prehistoric Sounds. La band si sciolse momentaneamente per poi sostituirlo.
Dopo l'esperienza con i The Saints, Ward entra a far parte dei The Damned con Machine Gun Etiquette, pubblicato nel 1979.